# Philippe II. de Montaut-Bénac

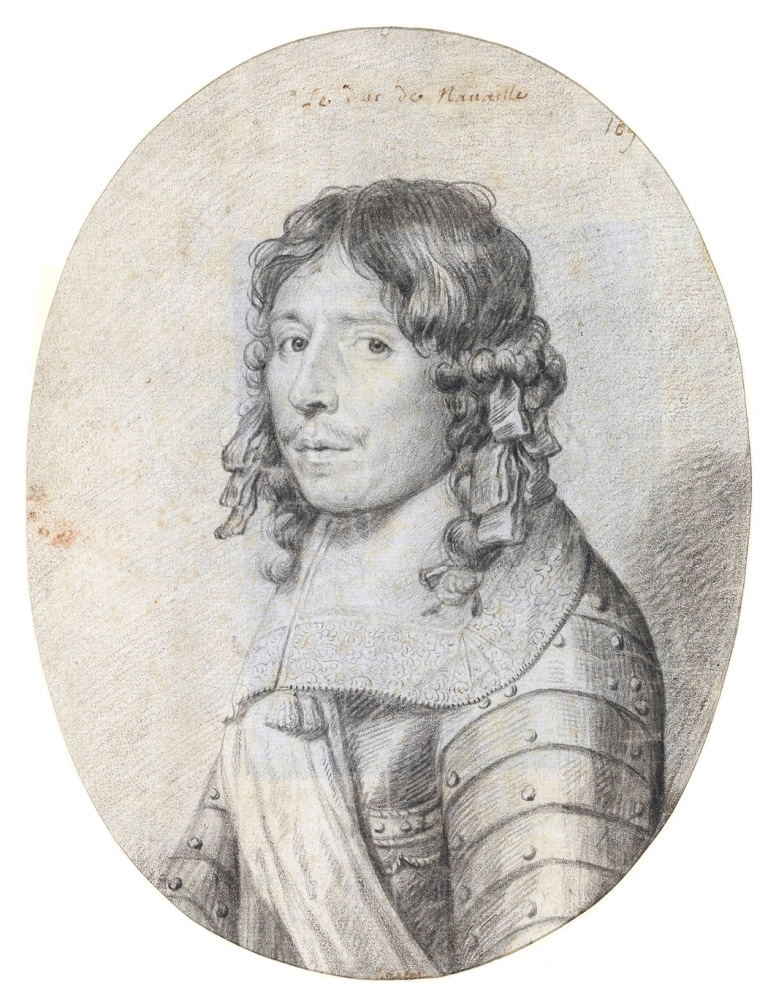
Philippe de Montaut-Bénac de Navailles

Wappen von Philippe de Montault-Bénac

Philippe II. de Montaut-Bénac, duc de Navailles (* 1619; † 5. Februar 1684 in Paris), war ein Maréchal de France, Pair von Frankreich, Ritter des Ordre du Saint-Esprit und des Ordre de Saint-Michel, vicomte de Lavedan, marquis de Bénac (Département Hautes-Pyrénées) usw.

## Leben
Er war der Sohn von Philippe I. de Montaut (1579 bis 1654), baron de Bénac, seigneur de Navailles, duc de Lavedan, pair de France, und der Judith de Gontaut, dame de Saint Geniès et de Badefol und wurde protestantisch erzogen.
Im Alter von 14 Jahren wurde er Page bei Kardinal Richelieu. Auf dessen Wunsch konvertierte er 18 Monate später zum katholischen Glauben.
Im Dezember 1660 erwarb er das Château de La Valette mit seinen Ländereien im Angoumois sowie dessen Titel und Würden des Duc d’Épernon und führte es von da an unter dem Namen „Duché-pairie de Montaut“.
Am 31. Dezember 1661 wurde er mit dem Ordre du Saint-Esprit ausgezeichnet.
Im Jahre 1664 wurde er wegen seiner Frau vom königlichen Hof auf seine Güter auf dem Land verbannt.

### Familie
Er heiratete am 19. Februar 1651 Suzanne de Beaudéan-Parabère (* 1627; † 15. Februar 1700), Tochter von Charles, comte de Neuillan, Gouverneur von Niort. Sie war Hofdame von Anna von Österreich und Vertraute von Mazarin. 1660 wurde sie zur Hofdame von Königin Marie-Thérèse und zur Aufseherin über die Hofdamen ernannt. Sie verlor diese Stellung im Juni 1664, weil sie den amourösen Abenteuern des Königs im Wege stand. Ihr Ehemann wurde gezwungen, seinen Posten als Gouverneur von Havre und das Kommando über seine Kompanie der Chevau-légers der Garde aufzugeben und auf seine Pensionen zu verzichten. Zwei Jahre später erreichte Anna von Österreich beim König die Begnadigung für den Herzog und die Herzogin.
Das Paar hatte sieben Kinder:
- Charlotte Françoise Radegonde, ab November 1680 Abbesse der Abbaye Sainte-Croix de Poitiers († 12. Februar 1696)
- Françoise (1653 bis 1717), heiratete am 25. August 1684 Charles III. d’Elbeuf (sie war seine dritte Frau)
- Philippe III. (1656 bis 1678), marquis de Navailles und von Bénac, Colonel im Régiment de Navailles.[6] Er fiel als Brigadier des armées du roi 1678 im Gefecht bei Puigcerdà.
- Gabrielle-Éléonore (1657 bis 1698), heiratete 1675 Henri II. d’Orléans-Longueville, marquis de Rothelin
- Henriette, Abbesse de La Saussaye (bei Paris)
- Gabrielle, heiratete 1686 Léonard-Hélie de Pompadour, marquis de Laurière
- Gabrielle die Jüngere, Nonne

## Militärische Karriere
- Navailles kämpfte in den folgenden Kriegen:

Dreißigjähriger Krieg
Zehnjähriger Krieg in der Franche-Comté (1634 bis 1644)
Französisch-Spanischer Krieg (1635–1659)
Krieg der Fronde
Devolutionskrieg
Krieg um Kreta (Candie)
Holländischer Krieg
- Während seiner militärischen Karriere hatte er folgende Kommandos inne:

Gouverneur von Bapaume (1650)
Oberkommando über die königlichen Truppen in Italien (1658)
Gouverneur von Havre (1660)
Gouverneur von La Rochelle und der Pays d’Aunis (1666)
Oberkommando über die königlichen Truppen im Elsass, in Lothringen, im Bistum Metz, Burgund und in der Champagne (1673)
Oberkommando über die königliche Armee im Roussillon (1676)
Capitaine-lieutenant der Chevau-léger de la garde du roi
Im Jahre 1635 wurde er Colonel des Régiment Cardinal-Duc, welches im Jahr darauf in „Régiment de La Marine“ umbenannt wurde.
Er nahm 1638 an der Belagerung von Saint-Omer und am Gefecht bei Polincove, 1639 an der Belagerung von Hesdin und 1640 an der Belagerung von Arras teil. Im folgenden Jahr verließ er das „Régiment de La Marine“ und übernahm das Régiment de Poudeny, das von seinem Onkel Bernard de Montaut 1601 aufgestellt worden war. Seit der Übernahme lautete die Bezeichnung „Régiment de Navailles“.
Er führte seine Einheit mit der „Armée d’Italie“ unter dem Kommando von Henri de Lorraine-Harcourt in das Piémont, wo er an mehreren Belagerungen teilnahm. Im November 1642 konnte er sich bei der Belagerung von Tortona auszeichnen. 1643 wurde er bei der Belagerung der Zitadelle von Asti lobend erwähnt.
Im Mai 1645 stand er mit seinem Regiment bei der Belagerung von Roses, bis er im September nach Flandern zur Belagerung von Lens kommandiert wurde.
1646 wurde er zum „Sergent de bataille“ ernannt. Gleichzeitig kehrte er nach Italien zurück und kämpfte von Mai bis Juli bei der Belagerung von Orbetello. Im gleichen Jahr wurde er zum Maréchal de camp befördert und kämpfte unter Francesco I. d’Este, der gerade Verbündeter von Frankreich geworden war. Bei der Belagerung von Cremona wurde er 1648 schwer verwundet.
Während des Aufstandes der Fronde (1648–1653) stand Navailles treu zu Kardinal Mazarin. König Louis XIV ernannte ihn darauf im Jahre 1650 zum Lieutenant général. In der Schlacht bei Rethel konnte er zur Niederlage von Turenne beitragen. Aus Dankbarkeit ernannte ihn der König daraufhin zum Gouverneur der kleinen Festung Bapaume. 1651 geleitete Navailles Kardinal Mazarin von der Grenze zu den Spanischen Niederlanden nach Poitiers, wo sie mit dem König zusammentrafen. Im Jahre 1652 bekämpfte er die Aufständischen der Fronde im Orléanais und im Anjou.
1653 erhielt Navailles den Rang eines Capitaine-lieutenant der Chevau-légers der Garde verliehen. Er war damit der Kommandeur der Einheit, da der „Capitaine“ – als höchster Dienstgrad in der Garde – dem König vorbehalten war. Nach dem Tod seines Vaters im Jahre 1654 erbte er den Titel eines Duc de Navailles.
Am 16. Juli 1656 befehligte er eine Abteilung in der Schlacht bei Valenciennes.
1658, mit der Dienststellung eines Capitaine général ausgestattet, kommandierte er unter dem Oberbefehl des Herzogs von Modena die königlichen Truppen in Italien. Gleichzeitig wurde er zum außerordentlichen Botschafter bei den italienischen Fürsten ernannt. Nach dem Tod des Herzogs von Modena am 14. Oktober 1658 übernahm er dessen Posten als Oberkommandierender bis zum Friedensschluss am 7. November 1659.
Am 26. Februar 1660 wurde Navailles zum Gouverneur von Le Havre ernannt.
1666 erhielt er das Kommando über La Rochelle und das Aunis. Von Juni bis August 1669 war er am erfolglosen Versuch beteiligt, die Belagerung von Candia zu beenden. Nach seiner Rückkehr wurde er ein weiteres Mal – jetzt für drei Jahre – auf seine Ländereien verbannt.
1673 wieder in Gnaden aufgenommen, wurde ihm das Kommando über die Truppen im Elsass, in Lothringen, im Bistum Metz, im Burgund und in der Champagne anvertraut. Im folgenden Jahr nahm de Navailles an der zweiten Eroberung der Franche-Comté teil. Während des Holländischen Krieges stellte er seine Armee an der Saône bei Pontailler-sur-Saône und Heuilley-sur-Saône auf, wo die Grenze zwischen der Franche-Comté und Frankreich verlief. Im Februar 1674 drang er in die Franche-Comté ein; dazu installierte er eine Pontonbrücke und nutzte eine Furt bei Heuilley-sur-Saône und die Brücke bei Pontailler. Er wendete sich dann nach Norden und nahm am 28. Februar die wichtige Stadt Gray ein. Am 11. März erfolgte die Einnahme von Vesoul und im Mai die von Besançon. Die Besetzung der gesamten Provinz war im Juli abgeschlossen. In der Schlacht bei Seneffe kommandierte er den linken Flügel.
Am 30. Juli 1675 wurde er zum Marschall von Frankreich ernannt.
Im folgenden Jahr kommandierte er die Armee im Roussillon und ersetzte den Comte de Schomberg. Er überschritt die Grenze nach Empordà und nahm Figueras ein. Am 29. Mai 1678 eroberte er Puigcerdà. Nach dem Frieden von Nimwegen quittierte er den Dienst.
Im Jahre 1683 wurde er zum Erzieher von Philippe II. de Bourbon, duc d’Orléans, ernannt. Navailles verstarb an den Folgen eines Schlaganfalls am 5. Februar 1684 in Paris und wurde im Noviziat in der Rue du Bac bestattet.

## Sonstiges
Der Duc de Navailles hinterließ umfangreiche Memoiren für die Jahre 1630 bis 1682.